# توبي ويلكينز
توبي ويلكينز (بالإنجليزية: Toby Wilkins)‏ هو مخرج بريطاني، ولد في 27 مايو 1972 في Maldon ‏ في المملكة المتحدة.

## وصلات خارجية
- توبي ويلكينز على موقع IMDb (الإنجليزية)
- توبي ويلكينز على موقع ألو سيني (الفرنسية)
- توبي ويلكينز على موقع أول موفي (الإنجليزية)
- توبي ويلكينز على موقع قاعدة بيانات الأفلام السويدية (السويدية)
- توبي ويلكينز على موقع قاعدة بيانات الفيلم (الإنجليزية)
- توبي ويلكينز على موقع كينوبويسك (الروسية)